# 130-я истребительная авиационная дивизия
130-я истреби́тельная авиацио́нная Инстербургская ордена Суворова диви́зия (130-я иад) — соединение Военно-Воздушных сил (ВВС) Вооружённых Сил РККА, принимавшее участие в боевых действиях Великой Отечественной войны.

## Наименования дивизии
- 130-я истребительная авиационная дивизия;
- 130-я истребительная авиационная Инстербургская дивизия;
- 130-я истребительная авиационная Инстербургская ордена Суворова дивизия;
- Полевая почта 54845.

## Боевой путь дивизии
130-я истребительная авиационная дивизия сформирована в апреле 1944 года на основании Приказа НКО СССР в составе авиации Ставки ВГК на базе ВВС Московского военного округа. На аэродроме Старая торопа (ныне поселок в Тверской области) проходили переформирование полки дивизии. После формирования дивизия была передана в состав 1-й воздушной армии.
Боевые действия дивизия начала с 17 октября 1944 года в составе 1-й воздушной армии Белорусского фронта на Гумбинненском направлении выполняя боевые задачи по профилю истребительно-бомбардировочной авиации, прикрывая штурмовики Ил-2 из состава 311-й штурмовой авиадивизии при их сопровождении как истребители и попутно выполняя задачи бомбометания и разведки. За первые 10 дней боевых действий в октябре дивизия выполнила 539 боевых вылетов, провела 22 воздушных боя, сбила 11 самолётов противника. Свои потери составили 6 летчиков и 8 самолётов.
В составе действующей армии дивизия находилась с 17 октября 1944 года по 9 мая 1945 года.
130-я истребительная авиационная Инстербургская ордена Суворова дивизия была расформирована в декабре 1945 года в составе 15-й воздушной армии Особого военного округа

## Командир дивизии
| Звание    | Имя                       | Период                  | Примечание |
| --------- | ------------------------- | ----------------------- | ---------- |
| Полковник | Шинкаренко Фёдор Иванович | 25.07.1944 — 30.12.1945 |            |

## В составе объединений
| Дата          | Фронт (округ)                        | Армия                | Примечания |
| ------------- | ------------------------------------ | -------------------- | ---------- |
| 01.04.1944 г. | Резерв Верховного Главнокомандования | -                    | -          |
| 01.08.1944 г. | Московский военный округ             | ВВС округа           | -          |
| 17.10.1944 г. | 3-й Белорусский фронт                | 1-я воздушная армия  | -          |
| 09.05.1945 г. | 3-й Белорусский фронт                | 1-я воздушная армия  | -          |
| 09.07.1945 г. | Особый военный округ                 | 15-я воздушная армия | -          |

| Як-7УТ | Як-9УМ | Як-7 |

## Части и отдельные подразделения дивизии
В состав дивизии входили полки:
| Период                        | Части                                 | Примечание                                   |
| ----------------------------- | ------------------------------------- | -------------------------------------------- |
| 20.05.1944 г. — 30.12.1945 г. | 168-й истребительный авиационный полк | Як-9Л, передан в состав 269-й иад 4-й ВА СГВ |
| 17.10.1944 г. — 01.01.1946 г. | 409-й истребительный авиационный полк | Як-9М, расформирован                         |
| 24.04.1944 г. — 31.01.1946 г. | 909-й истребительный авиационный полк | Як-9Л, Як-9Т, расформирован                  |

## Участие в операциях и битвах
- Прибалтийская операция
  - Мемельская наступательная операция[5] — с 17 октября 1944 года по 24 ноября 1944 года
- Гумбиннен-Гольдапская операция[5] — с 17 октября 1944 года по 30 октября 1944 года
- Восточно-Прусская операция
  - Инстербургско-Кёнигсбергская операция[5] — с 13 января 1945 года по 27 января 1945 года
  - Растенбургско-Хейльсбергская наступательная операция[5] — с 27 января 1945 года по 12 марта 1945 года
  - Земландская наступательная операция[5] — с 13 апреля 1945 года по 25 апреля 1945 года
  - Штурм Кёнигсберга[5] — с 6 апреля 1945 года по 9 апреля 1945 года
- Браунсбергская наступательная операция[5] — с 13 марта 1945 года по 22 марта 1945 года

## Именные самолёты

### Именные самолёты «Москва»
168-й истребительный авиационный полк с 20 мая 1944 года на аэродроме Старая Торопа переформирован по штату 015/364 и переучился на истребители-бомбардировщики Як-9Л («люковый», Як-9Б). Переучивание закончил 1 октября 1944 года. Полк 13 июня получил 34 самолёта Як-9Л. На борту самолёты несли имя «Москва». Вручение самолётов произошло на лётном поле завода № 301 в Химках: среди московских делегатов были секретарь парткома завода имени Сталина Кузнецов, ответственный секретарь Моссовета Майоров, один из первых Героев Советского Союза Иван Васильевич Доронин. Со стороны полка самолёты принимали командир 130-й истребительной авиационной дивизии Герой Советского Союза полковник Ф. И. Шинкаренко и командир полка подполковник Когрушев, в которую вошёл полк и которая была сформирована для боевого испытания нового самолёта: истребителя-бомбардировщика Як-9Л (Як-9Б). 17 октября 1944 года полк приступил к боевой работе в составе дивизии в 1-й воздушной армии 3-го Белорусского фронта на самолётах Як-9Л.

### Именные самолёты «Малый театр — фронту»
8 июня 1944 года летчикам 909-го истребительного полка были переданы именные самолёты «Малый театр — фронту» в количестве 12 штук. Эти самолёты были построены на средства, собранные коллективом Малого театра

## Почётные наименования
- 130-й истребительной авиационной дивизии за отличие в боях при овладении городом Инстербург — важным узлом коммуникаций и мощным укрепленным районом обороны немцев на путях к Кенигсбергу присвоено почётное наименование «Инстербургская»[9]

## Награды
- За образцовое выполнение заданий командования в боях с немецкими захватчиками при овладении городом и крепостью Кёнигсберги проявленные при этом доблесть и мужество Указом Президиума Верховного Совета СССР от 17 мая 1945 года 130-я истребительная авиационная Инстербургская дивизия награждена орденом «Суворова II степени»[10].
- 168-й истребительный авиационный полк за образцовое выполнение боевых заданий командования в боях с немецкими захватчиками при овладении городами Тапиау, Алленбург, Ноденбург, Летцен и проявленные при этом доблесть и мужество награждён Указом Президиума Верховного Совета СССР от 19 февраля 1945 года орденом «Суворова III степени»[10].
- 409-й истребительный авиационный полк за образцовое выполнение боевых заданий командования в боях с немецкими захватчиками при овладении городами Тапиау, Алленбург, Ноденбург, Летцен и проявленные при этом доблесть и мужество награждён Указом Президиума Верховного Совета СССР от 19 февраля 1945 года орденом «Суворова III степени»[10].
- 909-й истребительный авиационный полк за образцовое выполнение боевых заданий командования в боях с немецкими захватчиками при овладении городом и крепостью Пиллау и проявленные при этом доблесть и мужество Указом Президиума Верховного Совета СССР от 28 мая 1945 года награждён орденом «Кутузова III степени»[10].

## Благодарности Верховного Главнокомандования
За проявленные образцы мужества и героизма Верховным Главнокомандующим дивизии объявлены благодарности:
- За отличие в боях при прорыве долговременной, глубоко эшелонированной обороны немцев в Восточной Пруссии и овладении штурмом укрепленными городами Пилькаллен, Рагнит и сильными опорными пунктами обороны немцев Шилленен, Лазденен, Куссен, Науйенингкен, Ленгветен, Краупишкен, Бракупенен, а также занятии с боями более 600 других населенных пунктов[11].
- За отличие в боях при овладении городами Восточной Пруссии Тильзит, Гросс-Скайсгиррен, Ауловенен, Жиллен и Каукемен — важными узлами коммуникаций и сильными опорными пунктами обороны немцев на кенигсбергском направлении[12].
- За отличие в боях при овладении городом Инстербург — важным узлом коммуникаций и мощным укрепленным районом обороны немцев на путях к Кенигсбергу[13].
- За отличие в боях при овладении городами Восточной Пруссии Тапиау, Алленбург, Норденбург и Летцен — мощными опорными пунктами долговременной оборонительной полосы немцев, прикрывающей центральные районы Восточной Пруссии[14].
- За отличие в боях при овладении штурмом городами Хайльсберг и Фридланд — важными узлами коммуникаций и сильными опорными пунктами обороны немцев в центральных районах Восточной Пруссии[15]
- За отличие в боях при овладении штурмом городами Вормдит и Мельзак — важными узлами коммуникаций и сильными опорными пунктами обороны немцев[16].
- За отличие в боях при овладении городом Хайлигенбайль — последним опорным пунктом обороны немцев на побережье залива Фриш-Гаф, юго-западнее Кёнигсберга[17].
- За отличие в боях при разгроме и завершении ликвидации окруженной восточно-прусской группы немецких войск юго-западнее Кёнигсберга[18].
- За отличие в боях при овладении последним опорным пунктом обороны немцев на Земландском полуострове городом и крепостью Пиллау — крупным портом и военно-морской базой немцев на Балтийском море[19].

## Базирование
| Период               | Аэродромы                                  |
| -------------------- | ------------------------------------------ |
| 05.1945 — 30.12.1945 | Инстербург (Черняховск), Восточная Пруссия |

## Статистика боевых действий
Всего за годы Великой Отечественной войны дивизией:
| Выполнено боевых вылетов | Сбито самолётов в воздухе | Уничтожено самолётов всего | Потеряно лётчиков | Потеряно самолётов |
| ------------------------ | ------------------------- | -------------------------- | ----------------- | ------------------ |
| 8427                     | 75                        | 109                        | 40                | 64                 |